# TUTomar
O TUTomar (Transportes Urbanos de Tomar), ou apenas TUT, é o sistema de autocarros urbanos da cidade de Tomar. Foi inaugurado a 19 de setembro de 2005. O serviço têm duas linhas (azul e verde) que efectuam um total de 76 paragens. Transporta em média 500 passageiros por dia. É um serviço prestado pela Rodoviária do Tejo.

## Infraestrutura

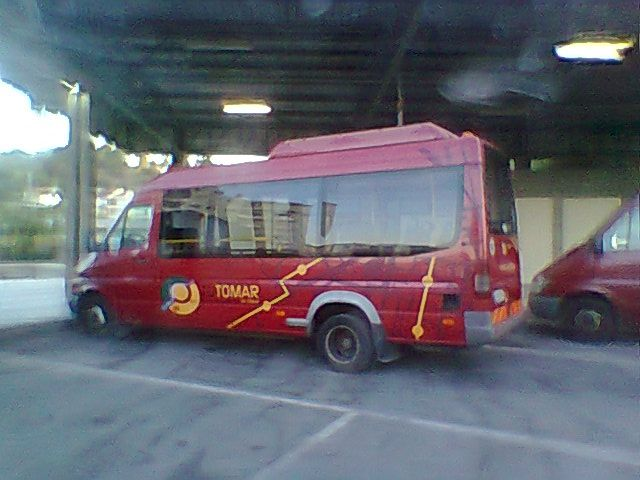
Veículo TUTomar, em 2017.

### Frota
Têm uma frota de 5 veículos, contudo apenas 2 funcionam.

### Linhas e percurso
Notas:
⚒ dias úteis

⑦ sábados

❄ época baixa
- 1 Linha azul[4]
Terminal Rodoviário / CP → R. Rodrigues Simões → Av. D. Nuno Álvares → R. Torres Pinheiro → Mercado → Centro de Emprego → R. Prof. Andrade → Estrada de Marmelais⚒⑦ → Cemitério de Marmelais⚒⑦ → Fonte de Marmelais⚒⑦ → Marmelais de Cima⚒⑦ → Centro de Formação Profissional → Bairro da Caixa → Esc. Sec. Jacome Ratton → Biblioteca Municipal → Centro de Saúde / Nabância → Estrada da Serra → Instituto Politécnico → Serôdia → Avessadas → Quinta de Sta. Cruz. → Sta. Cruz → Carvalheiros → Alvitos → Gorduchas → Hospital → Choromela → Praça de Touros → Rotunda Stº André → Av. Ângela Tamagnini → Alameda → Estádio → Mouchão → Lg. Pelourinho → Praça da República → Misericórdia → Tribunal → Terminal Rodoviário / CP[1]
- 2 Linha verde[4]
Terminal Rodoviário / CP → EB1 Templários → Escola Profissional → Terreiro D. Gualdim Pais → Mata dos Sete Montes → Bairro N.ª S.ª → Anjos → Telégrafo → Algarvias → Murteira → Casal Peixinho → Cadeira D'El Rei → Área Comercial❄ → Venda da Gaita → Bairro do Colégio → Casal das Atalaias → Rua de Leiria → Pelourinho → Levada → Mercado → Av. Norton Matos → Biblioteca → Pavilhão Jácome Ratton → Centro de Saúde Marmelais → Centro de Saúde Nabância → R. Coronel Garcês Teixeira → EB 2,3 D. Nuno Álvares Pereira → EB 2,3 Gualdim Pais → Complexo Desportivo → Hospital → R. Infante D. Fernando → Rua Cidade de Hadera → Casal dos Frades → R. António Duarte Faustino → Av. Dr. Egas Moniz → Bairro 1º de Maio → Av. Ângela Tamagnni → Alameda 1 de Março → Mercado → R. Torres Pinheiro → Terminal Rodoviário / CP[1]

### Frequência
- Linha azul

Segunda a Sexta - autocarros de 20 em 20 minutos
Sábados, Domingos e feriados - de 40 em 40 minutos
- Linha verde

Segunda a Sexta- autocarros de 50 em 50 minutos

## Viagem

### Bilhetes e cartões
- O bilhete simples é adquirido junto do motorista.
- O cartão de utilização periódica é adquirida no Terminal Rodoviário situado na Av. Combatentes da Grande Guerra, existe em 4 versões (Pré-comprado 10 viagens; Turístico para 1, 3 ou 5 dias).
- O cartão passe também é adquirido no Terminal Rodoviário, existem em 5 versões (normal; estudante; idoso; mobilidade reduzida; 4_18@escolas.tp).[6]

### Horários
- Linha azul

Segunda a Sexta – das 7h30 às 19h10
Sábados – das 8h10 às 12h50
Domingos* - das 14h10 às 18h50

(* aos Domingos não pára na Estrada de Marmelais, Cemitério de Marmelais, Fonte de Marmelais e Marmelais de Cima)
- Linha verde

Verão* e inverno - das 7h00 às 18h25

(* no verão não pára na Área Comercial)

### Preçário
Tarifas em vigor em 2016:
- 01,00 € - Bilhete tarifa de motorista (válido por 1 hora)
- 02,80 € - Bilhete de 1 dia
- 05,50 € - Bilhete de 3 dias
- 09,50 € - Bilhete de 5 dias
- 18,50 € - Passe normal
- 11,00 € - Passe estudante/mobilidade condicionada/idoso
- 07,40 € - Passe 4_18 (para estudantes com Escalão A)
- 06,50 € - Bilhete pré-comprado (10 viagens)

## Viabilidade económica
O modelo escolhido para o TUTomar foi a função social, e em função desta escolha o mesmo tem funcionado com elevado prejuízo desde pelo menos 2011 onde há notícia de nos primeiros 4 meses o serviço ter dado um prejuízo de 106 788 €, no ano de 2013 há noticia de que o serviço deu um prejuízo de cerca de 101 mil euros e no ano de 2015 que deu um prejuízo de aproximadamente 125 mil euros.

## História

### 2005-2012
Os autocarros urbanos TUTomar prestam serviço na cidade desde 2005, desde o início com com duas linhas (azul e verde — mas diferentes das atuais), começando ambas o seu percurso a partir do abrigo de passageiros próximo do terminal rodoviário / estação ferroviária.
Após um período experimental de operação gratuita, o título de transporte passou a ser vendido pelo motorista, existindo igualmente bilhetes pré-comprados bem como assinaturas diárias e mensais de preço reduzido. Em 2008 transportava 500 passageiros por dia; até esse ano operava uma frota de dois miniautocarros Mercedes Benz, quando foram  adquiridos mais dois; este veículos ostentam uma libré vermelha.
Originalmente existia uma única carreira de circulação bidirecional com 24 paragens por toda a cidade (algumas providas de abrigo), e com término na estação ferroviária. As circulações eram cadenciadas e disponíveis no término das 07:30 à 20:00, com horário reduzido exclusivamente matinal aos sábados e exclusivamente vespertino aos domingos. Ainda que nominalmente contemplando duas carreiras, a rede tinha um único percurso, percorrido nos dois sentidos com cadências independentes:
Circuito 1
Estação → C. S. Nabância → Hospital → Alameda → Pç. República → Estação (20 min.)
Circuito 2
Estação → Pç. República → Alameda → Hospital → C. S. Nabância → Estação (15 min.)
Uma terceira linha, ligando ao centro os subúrbios de Avessadas, do Bairro Nossa Senhora dos Anjos, e do Casal dos Frades, esteve prevista desde 2009. A solução encontrada em 2012 manteve nominalmente os dois circuitos mas alargou-os grandemente, deixando de ser simplesmente os dois sentidos do que era essencialmente o mesmo trajeto.